# ドロレス・コステロ
ドロレス・コステロ（Dolores Costello, 1903年9月17日 - 1979年3月1日）は、アメリカ合衆国出身の女優である。俳優モーリス・コステロと女優メイ・コステロの娘で、妹ヘレン・コステロも女優である。俳優ジョン・バリモアの3番目の妻（のち離婚）であり、息子ジョン・ドリュー・バリモアも俳優である。女優ドリュー・バリモアは孫にあたる。

## 出演作品

### 映画
- ロナルド・レーガンの陸軍中尉
- 偉大なるアンバーソン家の人々
- 氷上リズム
- 親分はお人よし
- 小公子（英語版）
- ノアの箱船
- 大地の叫び
- テンダーロイン
- 祖国の叫び
- 人生サーカス
- 人肉の桑港
- マノン・レスコウ
- ジョアンの嘆き
- 嵐の花嫁
- 智略三段返し
- 奇遇の住人
- ナジモワの妖女
- 海の野獣
- 断髪恥かし
- 月の囁き
- 陥穽の宮殿